# Air-Sea Battle
Air-Sea Battle ist ein Konsolenspiel der Firma Atari, Inc. für die Spielkonsole Atari 2600. Es war eins der neun Starttitel, mit dem die Atari-2600-Konsole im Oktober 1977 auf den amerikanischen Markt gebracht wurde. Das Spiel wurde von Larry Kaplan programmiert.
Air-Sea Battle erschien in der Atari Anthology Sammlung für die Xbox und PlayStation 2 und auf dem Atari Flashback.

## Spielprinzip
Das Spiel enthält sechs unterschiedliche Spielprinzipien, die sich dann weiter in 27 Varianten aufteilen. In jeder dieser Varianten schießt der Spieler Ziele (feindliche Schiffe oder Flugzeuge) und versucht dabei möglichst den Highscore zu knacken. Jede Runde ist dabei jeweils 2 Minuten und 16 Sekunden lang. Der Spieler, der die höchste Punktzahl hat, nachdem die Zeit abgelaufen ist, gewinnt die Runde, außer einer der Spieler erreicht die höchste Punktzahl von 99 Punkten und beendet so das Spiel.